# Henryk Tunia
Henryk Tunia (ur. 29 marca 1925 w Głuchowie, zm. 5 kwietnia 2023 w Warszawie) – profesor dr inż., energoelektronik, specjalista w zakresie automatyki napędu elektrycznego.

## Życiorys
W okresie okupacji hitlerowskiej był żołnierzem Armii Krajowej oraz brał udział w tajnym nauczaniu w zakresie szkoły podstawowej i pierwszych klas gimnazjum. Po wojnie, po ukończeniu liceum o profilu matematyczno – fizycznym studiował na Politechnice Śląskiej w Gliwicach. Uczelnię ukończył w 1950 roku. W latach 1949–1954 pracował jako projektant w Biurze Projektowania „Prozamet” w Gliwicach, a następnie w Biurze Projektów i Studiów Budownictwa Specjalnego w Warszawie. W 1960 uzyskał stopień doktora nauk technicznych na podstawie przedłożonej rozprawy doktorskiej pod tytułem „Analiza i synteza napędu z silnikiem prądu stałego o tyratronowym sterowaniu”, która była pierwszą w kraju pracą w dziedzinie energoelektroniki. W roku 1974 uzyskał tytuł naukowy profesora nadzwyczajnego, a tytuł naukowy profesora zwyczajnego uzyskał w roku 1981.
W 1956 r. rozpoczął pracę naukowo-dydaktyczną na Wydziale Elektrycznym Politechniki Warszawskiej. Pełnił tam różne funkcje. Między innymi był dziekanem Wydziału Elektrycznego w latach 1971–1981. Od 1997 roku został zatrudniony na Wydziale Elektrotechniki, Automatyki i Informatyki Politechniki Świętokrzyskiej. W latach 2001–2007 pełnił tam funkcję Kierownika Katedry Energoelektroniki.
Jego dorobek naukowy jest niezwykle bogaty. Składają się na niego monografie, artykuły naukowe czy patenty. Łącznie daje to ponad 200 prac.
W swojej dotychczasowej karierze wypromował 50 doktorów.
Henryk Tunia od 1975 roku jest członkiem Komitetu Elektrotechniki Polskiej Akademii Nauk oraz członkiem zwyczajnym Międzynarodowej Akademii Nauk Elektrotechnicznych w Rosji od 1999.
Otrzymał 4 odznaczenia państwowe oraz 6 medali i odznak honorowych.
22 czerwca 2007 roku Uniwersytet Zielonogórski przyznał mu tytuł doktora honoris causa, a 28 maja 2008 roku został doktorem honoris causa Politechniki Świętokrzyskiej, a w 2009 Politechniki Białostockiej.